# Katarzyna Furmaniak
Katarzyna Furmaniak (ur. 24 maja 1984 roku w Siedlcach) - reprezentantka Polski w kick-boxingu w formułach light i full contact oraz w boksie. Instruktorka kick-boxingu.

## Życiorys
Od 2001 roku trenuje kick-boxing, a od 2008 boks w klubie UKS Power Siedlce. 
Ukończyła studia wyższe na Akademii Podlaskiej z tytułem magistra na kierunku Biologia z wychowaniem fizycznym. Mieszka w Siedlcach. 

## Tytuły

### Kick-boxing
- Zawodowa Mistrzyni Świata w kick- boxingu w formule full contact w kategorii (do 65 kg) w Siedlce 2011.
- Zawodowa Interkontynentalna Mistrzyni Świata w kick- boxingu w formule full contact w kategorii (do 66 kg) 2008.
- Mistrzyni Świata w kick-boxingu w formule full contact w kategorii (do 65 kg) w Portugalii w 2007.
- Mistrzyni Świata w formule light contact (do 65 kg) w węgierskim Segedynie w 2005 roku.
- Zawodowa Mistrzyni Europy Full Contact w wadze (do 66 kg) 2008.
- Mistrzyni Europy w formule full contact (do 65 kg) w Warnie w 2008.
- Wicemistrzyni Europy w kick boxingu w formule light contact w wadze (do 65 kg) w 2006.
- Wielokrotna złota medalistka mistrzostw Polski, pucharów Polski, pucharów świata.
- Zawodowa Mistrzyni Polski w formule light contact.
- Międzynarodowa Zawodowa Mistrzyni Polski Full Contact (do 65 kg) 2009

### Boks
- Wicemistrzyni Europy w boksie (do 69 kg), Ukraina 2009.
- Brązowy medal mistrzostw Europy w boksie (do 69 kg), Holandia 2011.
- Mistrzyni Polski w boksie (do 70 kg), zdobywczyni pucharu za najlepszy poziom wyszkolenia technicznego, oba tytuły wywalczone w Grudziądzu 2008.
- Mistrzyni Polski w boksie (do 69 kg), Grudziądz 2009.
- Zdobywczyni 2. miejsca w Turnieju Ahmed Kommet w Turcji w 2009.
- Mistrzyni Polski w boksie (do 69 kg), Grudziądz 2010.
- Mistrzyni Polski w boksie (do 69 kg), Grudziądz 2011.
- Zdobywczyni 2. miejsca w Turnieju Feliksa Stamma, Warszawa 2011.